# ПК-19 (котлоагрегат)
ПК-19 - вертикально-водотрубний, однобарабанний котельний агрегат, з природною циркуляцією. Призначений для спалювання вугілля. В процесі експлуатації котли можуть бути реконструйовані для спалювання газу та мазуту.
Характеристики котла ПК-19:
- Паропродуктивність - 150 т/год;
- Тиск пари - 100 кгс/см2;
- Температура пари - 540°C;
- Температура води - 195°C;
- Компонування котлоагрегата - П-подібне.

Котел ПК-19 обладнаний 2-ма вентиляторами типу ВД-18 та 2-ма димососоами типу Д-15. Використовується в основному в тепловій електрогенерації. В Україні ПК-19 встановлені на Добротвірській ТЕС, та їх модифікації ПК-19-2 на Черкаській ТЕЦ.